# Eva Cancik-Kirschbaum
Eva Cancik-Kirschbaum (Tübingen, 29 août 1965) est une assyriologue allemande.